# Junjo Romantica: Pure Romance
Junjou Romantica (яп. 純情ロマンチカ Дзюндзё: романтика, «Чистая романтика») — манга в жанре яой авторства Сюнгику Накамуры. Выходит с 2002 года в японском журнале «Asuka Ciel». Отдельные главы манги собираются в тома (танкобоны), выпускаемые издательством Kadokawa Shoten. В 2008 манга вошла в топ 300 наиболее продаваемых изданий. По состоянию на 1 сентября 2019 года вышло 24 тома.
На английский манга переводится и издается в США с 2011. Но ещё до лицензирования издания на территории штатов New York Times включал работу Сюнгику Накамуры в рейтинг «Graphic Books». Это первая яойная манга, вошедшая в подобный список.
Манга лицензирована и издается на территории Испании и Аргентины. Editorial Ivrea заявляет об её участии в Salón del Manga de Barcelona
Компания Studio Deen сняла по манге аниме-сериал, режиссёром которого была Тиаки Кон. Первый сезон аниме, состоявший из 12 серий, демонстрировался в Японии на канале TV Hokkaido с апреля по июнь 2008 года. Второй сезон, также из 12 серий — с октября по декабрь того же года. 28 марта 2012 года было объявлено о начале работы над OVA, выход которой запланирован на 20 декабря. Помимо аниме, было выпущено несколько аудиопостановок (drama CD) и романов (лайт-новел), публиковавшихся в журнале The Ruby. Выход третьего сезона состоялся в июле 2015 года.

## Сюжет
В манге имеется 3 сюжетные линии, озаглавленные Junjou Romantica («Чистая романтика»), Junjou Egoist («Чистый эгоист») и Junjou Terrorist («Чистый террорист»). В первой линии 18-летний Мисаки Такахаси собирается поступать в университет. Друг старшего брата Мисаки, известный молодой писатель Акихико Усами, становится репетитором будущего студента и влюбляется в него. Во второй линии рассказывается об отношениях влюблённого в Акихико доцента университета по имени Хироки Камидзё и выросшего в детском доме Новаки Кусамы. Третья линия повествует о профессоре Ё Мияги, коллеге Камидзё, и младшем брате бывшей жены Мияги по имени Синобу Такацуки, уверенном, что профессор Мияги — его судьба. В манге присутствует и четвёртая линия, повествующая об отношениях между исполнительным директором издательства «Марукава» по имени Рюитиро Исака и его секретарём Каору Асахиной.

## Список персонажей

### Чистые романтики
Мисаки Такахаси (яп. 高橋 美咲  Takahashi Misaki) — главный герой, в начале истории ему 18, учится в выпускном классе. С Усаги знакомится, когда старший брат рекомендует того в качестве репетитора. После свадьбы и отъезда брата, герои начинают жить вместе. С тех пор вопрос о переезде Мисаки поднимается несколько раз, однако вплоть до событий 19 тома, когда Мисаки исполняется 22 года, герои по-прежнему вместе и держат отношения в тайне. На протяжении всей истории Мисаки то принимает, то отвергает идею рассказать брату о своих отношениях с его лучшим другом. На последнем курсе, учась на экономическим факультете, Мисаки устраивается на подработку в издательство Марукава, идет вопрос о получении им постоянного места в компании, но он готов отказаться от данной перспективы, если обстоятельства сложатся так, что его работа помешает творчеству Акихико.
Сэйю: Такахиро Сакураи
Акихико Усами (яп. 宇佐見 秋彦 Usami Akihiko) — успешный писатель, долгое время был влюблен в старшего брата Мисаки-Такахиро. Впоследствии признается, что в отличие от несчастной безответной любви к старшему из братьев, с Мисаки он действительно понял, что такое счастье. Его прозвище — «Усаги», что значит «зайка» по-японски. В начале манги ему 28, как и Такахиро. У Акихико масса родственников, которые периодически вселяются к нему. С большей частью молодому человеку удалось наладить отношения благодаря Мисаки, уравновешивающего его и дисциплинирующего при работе над книгами.
Сэйю: Хикару Ханада
Харухико Усами (яп. 宇佐見 春彦 Usami Haruhiko) — старший брат Усаги (по отцу), архитектор, один из руководителей компании Усами-групп. Изначально просто хотел забрать Мисаки у брата из ревности к отцу, для которого младший сын был любимчиком, но очень быстро проникся симпатией к искреннему и доброжелательному по отношению к людям юноше. Влюбился в Мисаки, но получил отказ от молодого человека. В начале манги ему 30 лет.
Сэйю: Косукэ Ториуми
Такахиро Такахаси (яп. 高橋 孝浩 Takahashi Takahiro) — старший брат Мисаки. Из-за потери обоих родителей в автомобильной катастрофе взял 8-летнего брата к себе, бросив учёбу. В начале манги по работе переезжает с женой в Осаку, из-за чего Мисаки вынужден поселиться у Усаги. По возвращении в Токио хочет забрать брата, но Акихико убеждает друга, что Мисаки не хочет мешать молодоженам и поэтому должен остаться с ним. Имеет сына Махиро, имя которому по его просьбе выбрал Усаги.
Сэйю: Кисё Танияма
Фуюхико Усами (яп. 宇佐見 冬彦  Usami Fuyuhiko) — отец Акихико и Харухико, дядя Каоруко. Против любых отношений сыновей с Мисаки, хотя и признает влияние юноши на младшего сына.
Сэйю: Дзюрота Косуги
Эри Аикава (яп. 相川 絵理  Aikawa Eri) — редактор Усаги в издательстве Марукава, после появления Мисаки начинает использовать юношу как способ добраться до вечно сбегающего с незаконченной рукописью Акихико. Рекомендует ему устроиться на работу в Марукаву после выпуска.
Сэйю: Норико Намики
Каоруко Усами (яп. 宇佐見 薫子  Usami Kaoruko) — кузина Акихико со стороны матери, из-за чего Фуюхико пытается организовать её свадьбу с Харухико, который не является её кровным родственником. Каоруко решает спрятаться от семьи в квартире Акихико, подкупив его игрушечными медведями, которых тот коллекционирует. Она довольно грубо обращается с Мисаки, считая его иждивенцем/слугой. Несмотря на это Мисаки удается подружится с девушкой, он советует ей следовать за мечтой (стать кондитером). Выяснив, что являются ровесниками, молодые люди сходятся на увлечении кулинарии. В итоге Каоруко тоже признается в любви к Мисаки.
Сэйю: Нана Мидзуки
Мидзуки Сииба (яп. 椎葉 水樹  Shiiba Mizuki) — кузен Акихико со стороны отца, работает в корпорации Усами в американском филиале, влюблен в Каоруко, но отвергнут девушкой из-за грубости и навязчивости. Появляется в жизни Мисаки и Акихико всякий раз, когда их навещает Каоруко.
Сэйю: Хиро Симоно
Кэйити Суми (яп. 角 圭一  Sumi Keiichi) — сэмпай Мисаки, сын известного писателя. Влюблен в Усаги, но в итоге отказывается от своих чувств и остается другом Мисаки. После выпуска решает работать в киноиндустрии.
Сэйю: Иссин Тиба
Синносукэ Тодо (яп. 藤堂 進之介  Tōdō Shinnosuke) — друг Мисаки, занимается кендо. С Мисаки сошёлся на увлечении мангой Идзюина Кё. Как правило, он не понимает некоторые обстоятельства, которые то и дело возникают на его дружеских посиделках с Мисаки, потому что не в курсе о его взаимоотношениях с Акихико.
Сэйю: Ватару Хатано
Кё Идзюин (яп. 伊集院 響  Ijuuin Kyō) — мангака издательства Марукава, поклонник Мисаки, когда-то давно признавшегося в любви к его творчеству. Из-за своих романтических жестов в сторону молодого человека вступил в противостояние с Акихико.
Сэйю: Ходзуми Года

### Чистые эгоисты
Хироки Камидзё (яп. 上條 弘樹  Kamijō Hiroki) — друг детства Акихико, долгое время был в него влюблен. В начале манги аспирант в университете, куда поступает Мисаки, занимается японской литературой. Впоследствии становится младшим преподавателем и помощником профессора Ё Мияги.
Сэйю: Кэнтаро Ито
Новаки Кусама (яп. 草間 野分  Kusama Nowaki) — возлюбленный Хироки, знакомится с которым в парке, где тот оплакивает свою безнадежную любовь к другу. Быстро уговаривает Хиро стать его репетитором, а затем и признается в любви. В начале манги хочет быть соц.работником, но из-за случайных слов Хироки, в которых тот говорит, что восхищается волевыми людьми, решает учиться на врача.
Сэйю: Нобутоси Канна
Цумори (яп. 津森 Tsumori) — врач в клинике, где работает Новаки, его наставник и друг. Любит дразнить Хироки.
Сэйю: Сусуму Тиба

### Чистые террористы
По мотивам истории пары создан фан трейлер дорамы
Ё Мияги (яп. 宮城 庸   Miyagi Yō) — профессор японской литературы в университете, специализируется на творчестве Мацуо Басё. Разведён, является начальником Хироки и бывшим зятем декана.
Сэйю: Кадзухико Иноуэ
Синобу Такацуки (яп. 高槻 忍   Takatsuki Shinobu) — возлюбленный Мияги, младший брат его бывшей жены, очень навязчивый молодой человек. Узнав о разводе сестры, первым делом прилетел в Японию из Сиднея, где проходил обучение и признался Мияги в своих чувствах, потребовав «взять за них ответственность». Оказалось, что несколько лет назад Мияги спас его от хулиганов на улице, что и послужило отправной точкой его любви.
Сэйю: Дайсукэ Кисио

### Чистая ошибка
Рюитиро Исака (яп. 井坂 龍一郎  Isaka Ryūichirō ) — президент издательства Марукава, одаренный молодой человек, начинавший работать как редактор, именно он привел в издательство 17-летнего Акихико. Долгое время думал, что может привлечь внимание человека, которого любит, своего друга Асахины, только капризами, считал, что объектом привязанность Каору является его отец.
Сэйю: Тосиюки Морикава
Каору Асахина (яп. 朝比奈 薫  Asahina Kaoru) — секретарь Рюитиро, его друг детства. Его семья нашла приют в доме Рюитиро после того, как отец семейства обанкротился и хотел убить жену и сына. Из-за этого Каору очень уважительно относится к их благодетелю, отцу Рюитиро. Чувствуя недовольство Рюитиро, ушёл работать секретарем его отца, а потом и вовсе хотел уволиться и переехать. В результате такого недопонимания и состоялось объяснение двух влюбленных.
Сэйю: Рётаро Окиаю

## Аниме
Studio Deen выпустила аниме сериал на основе манги. Премьерные показы были в Японии на канале TV Hokkaido. Первый и второй сезон сериала содержат по 12 серий; их трансляция прошла 10 апреля и 12 октября 2008 года соответственно. Третий сезон вышел на экраны в 2015 году.

### Первый сезон
| Номер | Название серии | Дата трансляции |
| ----- | --- | --------------- |
| 1     | Truth is stranger than fiction «Jijitsu wa Shōsetsu yori mo Ki nari» (事実は小説よりも奇なり)                                             | 10.04.2008      |
| 2     | No use crying over spilt milk «Kōkai Saki ni Tatazu» (後悔先に立たず)                                                                     | 17.04.2008      |
| 3     | Knock and it shall be opened unto you (Постучитесь, и вам откроют) «Tatakeyo saraba Hirakaren» (叩けよさらば開かれん)                     | 24.04.2008      |
| 4     | Fear is often greater than the danger itself (У страха глаза велики) «Anzu yoru Umu ga Yasushi» (案ずるより生むが易し)                    | 01.05.2008      |
| 5     | Meeting in the beginning of parting (Встреча лишь прелюдия разлуки) «Au wa Wakare no Hajime» (会うは別れの始め)                           | 08.05.2008      |
| 6     | Good can come out of misfortune (И из плохого может выйти хорошее) «Wazawai Tenji te Fuku to nasu» (禍転じて福となす)                     | 15.05.2008      |
| 7     | Spare the rod and spoil the child «Kawaii Ko ni wa Tabi o sase yo» (可愛い子には旅をさせよ)                                               | 22.05.2008      |
| 8     | Away from home, one needs feel no shame (Чувство стыда вдали от дома) «Tabi no Haji wa kaki Sute» (旅の恥はかき捨て)                      | 29.05.2008      |
| 9     | One good turn deserves another (Долг платежом красен) «Nasake wa Hito no Tame nara zu» (情けは人の為ならず)                               | 05.06.2008      |
| 10    | Boys, be ambitious «Shōnen yo Taishi o Dake» (少年よ大志を抱け)                                                                           | 12.06.2008      |
| 11    | All things are easy that are done willingly (Все просто, что делается добровольно) «Suki koso mono no Jōzu nare» (好きこそものの上手なれ) | 19.06.2008      |
| 12    | Even a chance acquaintance is preordained (Даже случайное знакомство предопределено) «Sode suri Au mo Tashōnen» (袖すり合うも他生の縁)    | 26.06.2008      |

### Второй сезон
| Номер | Название серии | Дата трансляции |
| ----- | --- | --------------- |
| 13    | What happens once can happen twice (Что случилось однажды, может произойти во второй раз) «Ichido aru koto wa Nido aru» (一度あることは二度ある)  | 12.10.2008      |
| 14    | What happens twice can happen thrice (То, что было дважды,случается и в третий раз) «Nido aru koto wa Sando aru» (二度あることは三度ある)         | 19.10.2008      |
| 15    | Third time's a charm «Sando Me no Shōjiki» (三度目の正直)                                                                                         | 26.10.2008      |
| 16    | The mouth is the gate of misfortune «Kuchi wa Wazawai no Moto» (口は災いの元)                                                                     | 02.11.2008      |
| 17    | Many a true word is spoken in jest (В каждой шутке есть доля правды) «Uso kara Deta Makoto» (嘘から出た実)                                        | 09.11.2008      |
| 18    | A picture is worth a thousand words (Лучше один раз увидеть, чем сто раз услышать) «Hyakubun wa Ikken ni Shikazu» (百聞は一見に如かず)            | 16.11.2008      |
| 19    | Life often brings misfortune in times of great happiness (В каждой бочке мёда есть ложка дёгтя) «Tsuki ni murakumo hana ni kaze» (月に叢雲花に風) | 23.11.2008      |
| 20    | Love does not follow logic (Любовь слепа) «Koi ha koha shian no soto» (恋は思案の外)                                                              | 29.11.2008      |
| 21    | Out of the frying pan, into the fire (Из огня да в полымя) «ichinan satte mata ichinan» (一難去ってまた一難)                                      | 06.12.2008      |
| 22    | Marriage is made in heaven (Браки заключаются на небесах) «heri ha kotona mono» (縁は異なもの)                                                    | 13.12.2008      |
| 23    | Hate the sin but love the sinner (Избегая греха, возлюби грешника) «sono tsumi wo nikun de sono nin wo nikuma zu» (其の罪を憎んで其の人を憎まず)  | 20.12.2008      |
| 24    | All's well that ends well (Всё хорошо, что хорошо кончается) «owari yokereba subete yoshi» (終り良きは万事良し)                                   | 27.12.2008      |

### Третий сезон
| Номер | Название серии                                                               | Дата трансляции |
| ----- | ---------------------------------------------------------------------------- | --------------- |
| 1     | Хорошенького понемножку «花に嵐»                                             | 8.07.2015       |
| 2     | Провал планирования - это планирование провала «遠慮なければ近憂あり»        | 15.07.2015      |
| 3     | В поисках недостижимого «盲亀の浮木»                                         | 22.07.2015      |
| 4     | Было бы желание - средства найдутся «石に立つ矢»                             | 29.07.2015      |
| 5     | Даже самое долгое путешествие начинается с первого шага «千里の道も一歩から» | 05.08.2015      |
| 6     | Не было бы счастья, да несчастье помогло «青天の霹靂»                        | 12.08.2015      |
| 7     | Пожалеешь розгу - испортишь ребенка «灯台下暗し»                             | 19.08.2015      |
| 8     | Вдали от дома нет нужды стыдиться «焼き餅焼くとも手を焼くな»                 | 26.08.2015      |
| 9     | Долг платежом красен «水火の争い»                                            | 2.09.2015       |
| 10    | Ученье - свет «縫いたいが情、見たいが病»                                     | 9.09.2015       |
| 11    | Что мы делаем охотно, то дается нам легко «恋には身をやつせ»                 | 16.09.2015      |
| 12    | Встреч случайных не бывает                                                   | 23.09.2015      |

## Критика
| Зрительский рейтинг                  | Зрительский рейтинг                  | Зрительский рейтинг                  |
| (на 19 августа 2015 года, для аниме) | (на 19 августа 2015 года, для аниме) | (на 19 августа 2015 года, для аниме) |
| ------------------------------------ | ------------------------------------ | ------------------------------------ |
| Сайт                                 | Оценка                               | Голосов                              |
| Anime News Network                   | · ссылка                             | 1865                                 |
| AniDB                                | · ссылка                             | 901                                  |
| IMDb                                 | · ссылка                             | 399                                  |

За десять лет продаж в США манга получила массу положительных отзывов, кроме признания критиков, она также занимает седьмое место на Amazon Best Sellers Rank по продажам в жанре графического романа (эротика).
В книге Mangatopia: Essays on Manga and Anime in the Modern World американских литературоведов о вопросах развития манги и аниме в западной культуре за последние десятилетия Junjou Romantica послужила материалом для исследования жанров яой и юри.
Junjou Romantica часто сравнивается с другим произведением Сюнгику Накамуры Sekai-ichi Hatsukoi в связи с наличием общих героев и места действия (издательство и его служащие). Некоторые сюжетные ходы в историях также являются сквозными и принадлежат обеим мангам (например, «Чистая ошибка»).